# Distretto di Lurín
Il distretto di Lurín è un distretto del Perù collocato geograficamente a sud di Lima. Diviso in cinque zone (Villa Alejandro, Julio C. Tello, Huertos de Lurín, Lurín cercado e Km.40) è basato principalmente su politiche di sviluppo agricolo e industriale, il turismo è presente su quasi tutto il territorio con stazioni balneari e luoghi dove è possibile praticare sport. Sono presenti siti archeologici, scuderie, enoteche, negozi d'artigianato e ristoranti tipici.

## Data di fondazione
2 gennaio 1857.

## Popolazione attuale
96 331 abitanti.

## Superficie
200 km²

## Distretti confinanti
Confina a nord con i distretti di Pachacamac, Villa María del Triunfo e di Villa El Salvador a sud con il distretto di Punta Hermosa e ad ovest con l'Oceano Pacifico.